# Zoborožec mindanajský
Zoborožec mindanajský (Penelopides affinis) je druh zoborožce z rodu Penelopides, který se endemitně vyskytuje na filipínských ostrovech Mindanao, Dinagat, Siargao a Basilan.

## Systematika a rozšíření
Zoborožce mindanajského formálně popsal v roce 1877 skotský ornitolog Arthur Hay, 9. markýz z Tweeddale. Vyskytuje se ve dvou poddruzích s následujícím rozšířením:
- P. a. affinis Tweeddale, 1877 – Mindanao, Dinagat a Siargao;
- P. a. basilanicus Steere, 1890 – Basilan.

Druhové jméno affinis znamená v latině „příbuzný“ a v tomto případě odkazuje k podobnému zoborožci rýhozobému (Penelopides panini).

## Stanoviště
Stanoviště druhu tvoří jak primární, tak sekundární deštný prales a lesní okraje do nadmořské výšky 900 m n. m.

## Popis

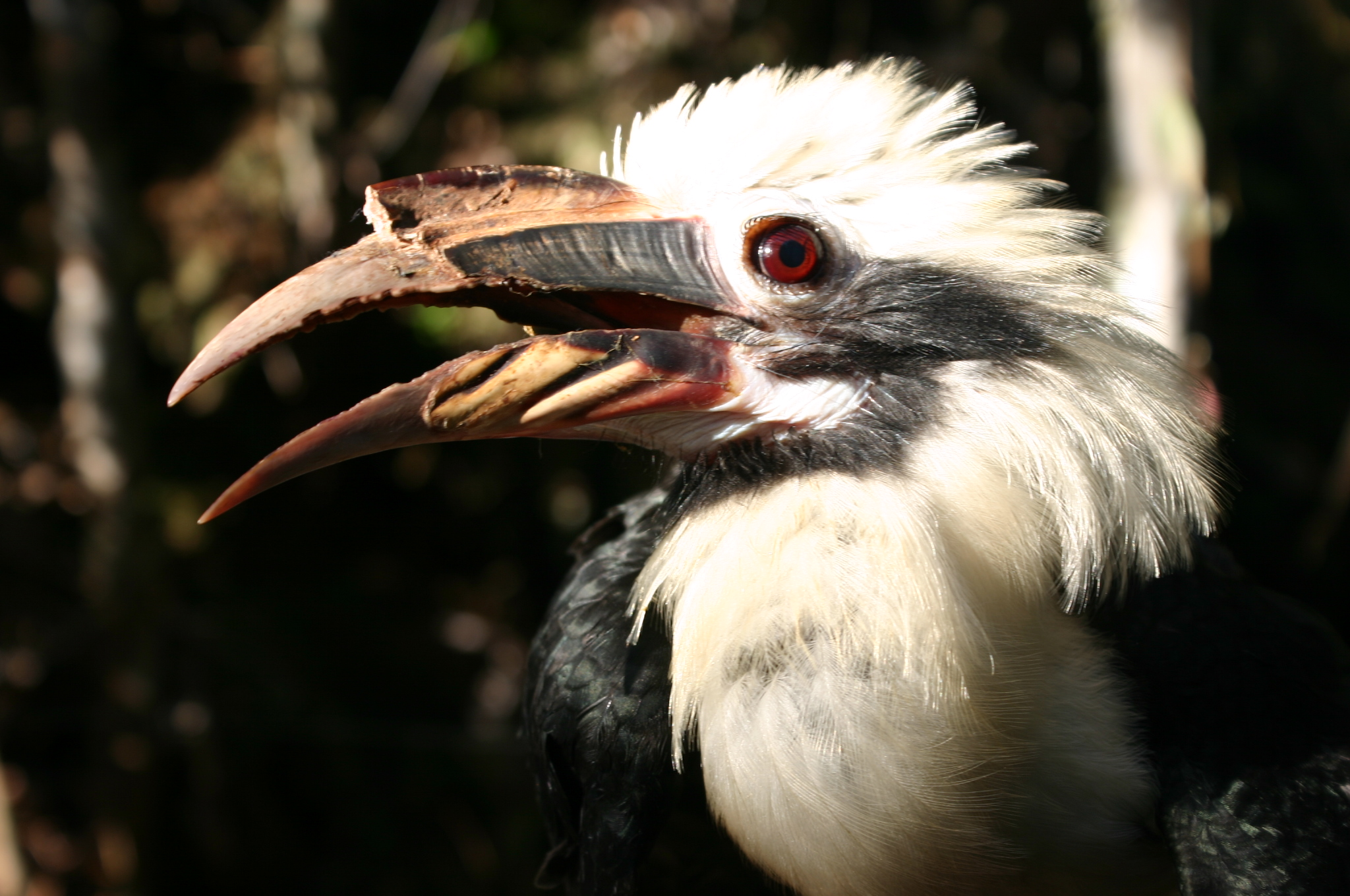
Detail hlavy

Výška těla dosahuje kolem 45 cm, samice je menší než samec. Samec má hlavu, krk a spodinu nažloutle bílou. Oblasti kolem uší a hrdlo jsou černé. Svrchní část těla včetně křídel je černá. Ocas je u kořene černý, načež se barví do žlutohnědé až červenohnědé. Zobák je rohově zbarvený, na bázi horní čelisti se nachází černá skvrna. Přilbice je jen nízká. Kolem očí a na hrdle jsou neopeřené oblasti, takže lze vidět modrobíle zbarvenou kůži. Duhovky jsou červené, nohy zelenošedé. Samice má hlavu, krk a spodinu černou (tzn. ne žlutobílou), oči červenohnědé až oranžové, a neopeřené oblasti kůže jsou tmavěji modré.

## Biologie
Typicky se vyskytuje v páru nebo v menších skupinkách do 12 jedinců. Je to stálý a teritoriální pták. Živí se primárně ovocem, občas pojídá i živočišnou stravu jako je velký hmyz (např. brouci) nebo menší obratlovci (plazi aj.). Typicky zůstává v korunách stromů. O hnízdění druhu je známo jen málo informací. Patrně zahnizďuje při nejmenším mezi dubnem a květnem. V zajetí bylo pozorováno, že na zazdění samice na hnízdě spolupracují oba partneři. Samice klade kolem 3 vajec, která inkubuje po dobu 25 dní, zatímco samec jí na hnízdo donáší potravu. Ptáčata vylétávají z hnízda ve věku 47–54 dní.

## Ohrožení a početnost
Mezinárodní svaz ochrany přírody (IUCN) považuje zoborožce mindanajského za málo dotčený druh i přesto, že jeho populace klesá následkem ničení původních pralesů i tlaku místních lovců. Celková populace není známa, bude se však jednat o více než 10 000 jedinců.